# Nikolaj Rezanov

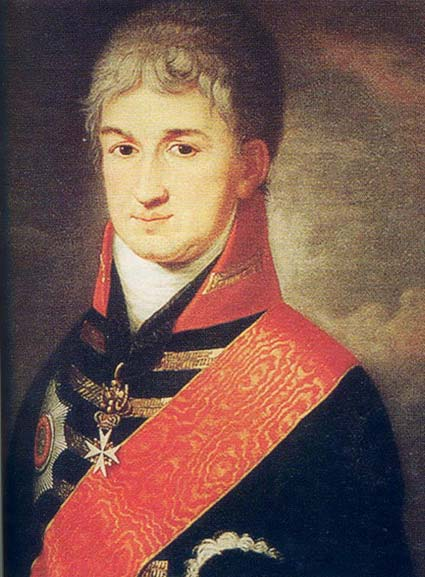
Nikolaj Rezanov

Nikolaj Petrovitj Rezanov (på ryska: Николай Петрович Резанов), 28 mars 1764 i Sankt Petersburg, död 1 mars 1807 i Krasnojarsk i Ryssland, var en rysk adelsman och statsman som verkade för Rysslands kolonisering av Alaska och Kalifornien. Han var Rysslands ambassadör till Japan (1804), och tog initiativ till det första ryska världsomseglingsförsöket. Han författade därtill ett japanskt lexikon och flera andra verk, som har bevarats i Rysslands Vetenskapsakademis bibliotek, vari han var ledamot. Rezanov var under lång tid efter sin död emellertid ihågkommen för det stora Rysk-amerikanska handelskompaniet; hade det inte varit för hans förtida bortgång skulle det företaget ha kunnat ändra Rysslands och Förenta staternas öden.

## Rysk-amerikanska kompaniet

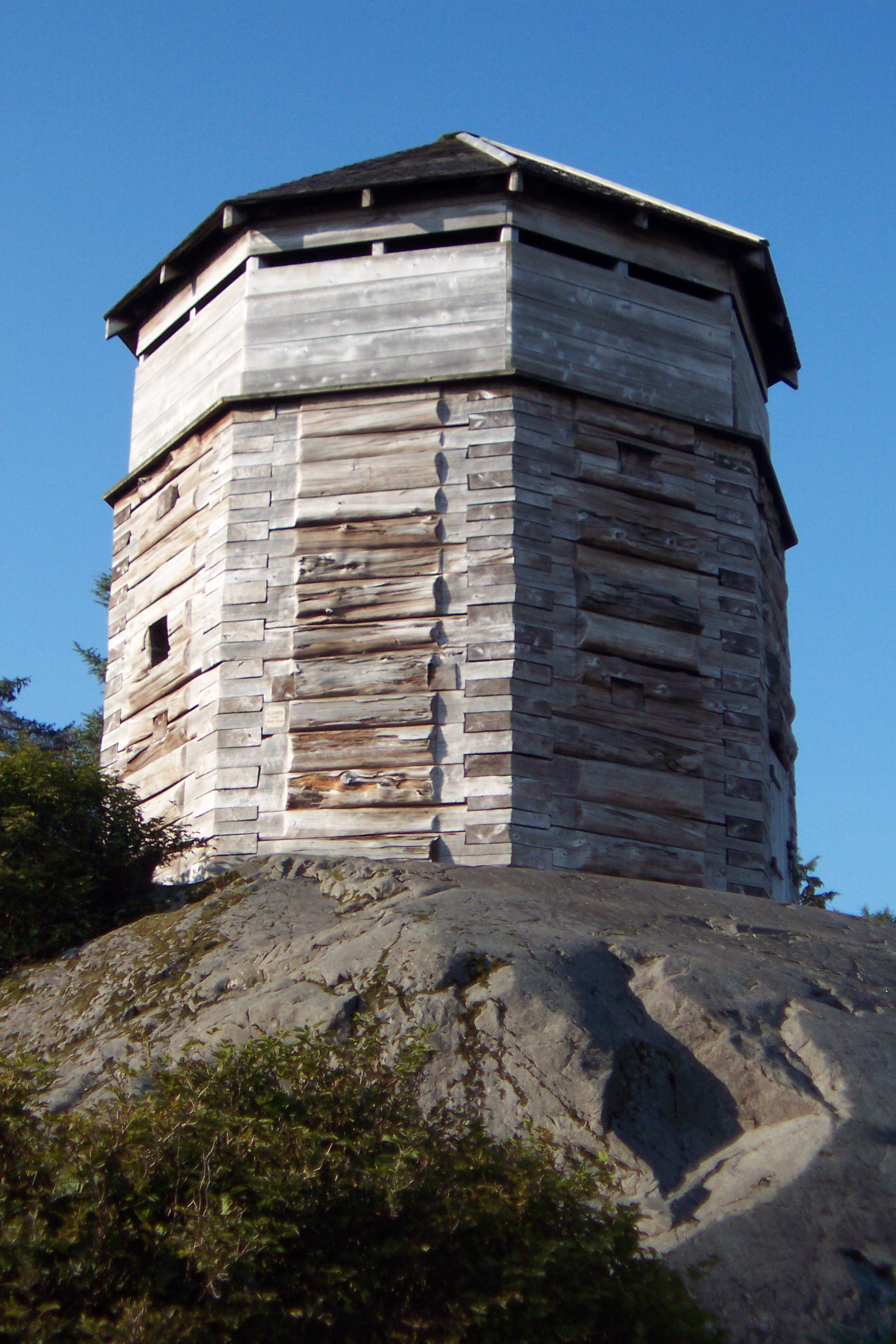
En replik över Ryskt timmerhus nummer 1 (ett av de tre vakttorn som bevakade palissaderna vid Novo-Archangelsk), uppförd av nationalparksförvaltningen 1962.

Rezano föddes i Sankt Petersburg 1764. Vid 14 års ålder hade lärt sig att behärska fem språk. År 1791 anställdes han av kejsarinnas privatsekreterare, Gavrila Derzjavin. Vid ett möte med Grigorij Sjelichov från Sjelikov-Golikovs pälskompani flera år dessförinnan, hade Rezanov intresserat sig för köpmannens projekt, att ernå monopol på pälshandeln i de avlägsna besittningarna. Medveten om dolda krafter, och redan utledsen på hovets utsvävande nöjesliv, blev han delägare i bolaget, och kom snabbt att utvecklas till en entusiastisk och outtröttlig affärsman. Efter Sjelikovs död 1795 blev Rezanov den drivande kraften för de förmögna och förenade men oroade kompanierna, och beslutade att skaffa privilegier åt sig och sina kompanjoner, liknande de Storbritannien hade förlänat Brittiska ostindiska kompaniet.
Rezanov lyckades övertala Katarina den stora att underteckna privilegiebrevet precis innan hon avled, och var tvungen att börja om med den instabile och svårmedgörlige kejsar Paul. Utsikterna var tidvis hopplösa, men Rezanovs skicklighet, skarpsinnighet och goda omdöme rådde, och strax innan kejsaren blev mördad, undertecknade denne det betydelsefulla styrmedel som överlät herraväldet över nordvästra Amerikas kust norr om den 55:e breddgraden och över en ökedja, från Kamtjatka norrut till Alaska och söderut mot Japan, till Rysk-amerikanska kompaniet på tjugo år.
Detta berömda ”förvaltarskap”, som trängde ut alla mindre kompanier och fristående handlande, kom att ge Rezanov och de andra delägarna, däribland medlemmar av kejsarhuset, stor avkastning fram till 1800-talets första år, då vanskötsel och livsmedelsbrist hotade det med betydande förluster, och ytterst med konkurs. Efter att ha fullbordat en förödmjukande ambassad till Japan, kom Rezanov till Kamtjatka 1805, där order väntade om att kvarbli i de ryska kolonierna såsom kejsardömets uppsyningsman med fulla befogenheter över kompaniet, och komma till rätta med missförhållandena höll på att ruinera det stora företaget. Han reste i långsam takt längs med öarna till Novoarchangelsk (nuvarande Sitka), och vidtog åtgärder för att hindra att pälsdjur utsattas för vårdslös slakt, bestraffade eller förvisade de värsta förbrytarna av kompaniets lagar, och inrättade civiliseringsfrämjande skolor och bibliotek (större delen av böckerna var personliga gåvor från Rezanov). Han grundade till och med matlagningsskolor, vilka frodades kortvarigt.

## Beskickningen till Kalifornien
Mot slutet av vintern i kompaniets högkvarter i Novoarchangelsk (under vilken han nästan svalt med de andra) köpte Rezanov ett fartyg av en amerikansk skeppare och seglade mot den spanska kolonin i Kalifornien, där han hade för avsikt att byte av sin attraktiva last av amerikanska och ryska varor mot livsmedel, och göra upp ett avtal vars villkor skulle förse hans kolonier två gånger om året med Nya Spaniens ymniga varor. Rezanovs skepp lade till i San Franciscos hamn tidigt i april 1806, efter en stormig resa som hade kullkastat hans intention att ta Columbiafloden i besittning åt Ryssland. 
Även om han togs emot med stor hövlighet och trakterades dygnet runt av kalifornierna, gjorde de inga dröjsmål med att underrätta honom om att spansk lag förbjöd kolonierna att idka handel med främmande makter och att guvernören över Kalifornien var obesticklig. Vore det inte för en kärleksaffär med Concepción Argüello, dottern till San Franciscos befälhavare, Don José Darío Argüello, och för hans personliga tilltal och diplomatiska skicklighet, varmed han vann över prästerskapet för sin sak, hade Rezanov misslyckats ännu en gång.
Redan när han seglade mot Novoarchangelsk sex veckor efter sin ankomst, med lastrummet fullt av bröd och torkat kött, hade han fått löfte av den handfallne guvernören om att ett exemplar av avtalet skulle vidarebefordras till Spanien omgående, och blivit förlovad med den vackraste flickan i Kalifornien. Strax efter att han ankommit Novoarchangelsk, fortsatte han till Kamtjatkas farvatten, där han skickade iväg fartygen för att tilltvinga sig ön Sachalin i nedre Kurilerna från Japan, varpå han begav sig till lands mot Sankt Petersburg för att få tsaren att underteckna avtalet och personliga brev till påven och Spaniens konung att han månde vädja om den dispens och kungliga samtycke som var erforderligt för giftermålet.
Han dog av feber och utmattning i Krasnojarsk i Sibirien 8 mars 1807.

## Eftermäle
Avtalet med Kalifornien, vilket bara som förslag hade väckt uppståndelse i Nya Spanien, var Rezanovs minsta företag. Det var uppriktigt uttänkt, ty han var medmänskligt djupt berörd av sina anställda och av de eländiga urinvånarna vilka hade något högre ställning än kompaniets trälar.
Hans korrespondens röjer en tydligt presciserad avsikt att annektera hela Nordamerikas västkust till Ryssland samt uppmuntra till omedelbar emigration från hemlandet i stor omfattning. Hade han levat vidare hade han, när allt kommer omkring, nästan tvivelsutan lyckats i sitt uppsåt. Avtalet kom aldrig att undertecknas, Rezanovs reformer motarbetades och tynade bort, koloniernas framgångar föll så småningom samman och den spanska flicka som hade varit förälskad i Rezanov blev nunna.
År 1979 skrev tonsättaren Aleksej Ribnikov och poeten Andrej Voznesenskij den första ryska rockoperan, med kärleksaffären mellan Rezanov och Concepcion som tema och uppkallade operan efter Rezanovs tvenne skepp, Juno och Avos (Юнона и Авось). Den ursprungliga uppsättningen har åtnjutit enorm framgång på Lenkom-teatern under loppet av 25 år, och går fortfarande (2007) till stående ovationer. Den ursprunglige Rezanov (1979–2005), Nikolaj Karatjenzov, skadades allvarligt i en bilolycka 2005, och har i uppsättningen ersatts av Dimitrij Pevzov och Viktor Rakov.